# Leucopogon remotus
Leucopogon remotus är en ljungväxtart som beskrevs av Hislop. Leucopogon remotus ingår i släktet Leucopogon och familjen ljungväxter. Inga underarter finns listade i Catalogue of Life.